# Virginia Slims Championships 1977
Virginia Slims Championships 1977 - шостий завершальний турнір сезону, щорічний теніс тенісний турнір серед найкращих гравчинь в рамках Туру WTA 1977. Змагання в одиночному розряді складались з двох груп (Золотої й Помаранчевої) по чотири учасниці в кожній. Переможниці груп грали у фіналі й додатково був матч за третє місце. Турнір відбувся на закритих кортах з килимовим покриттям у Медісон-сквер-гарден у Нью-Йорку (США) і тривав з 24 до 27 березня. Перша сіяна Кріс Еверт здобула титул в одиночному розряді й отримала 50 тис. доларів.

## Фінальна частина

### Одиночний розряд
Кріс Еверт —  Сью Баркер, 2–6, 6–1, 6–1. 

### Парний розряд
Мартіна Навратілова /  Бетті Стов —  Франсуаза Дюрр /  Вірджинія Вейд, 7–5, 6–3.